# Мстислав Мстиславич Удатный
Мстисла́в Уда́тный (то есть «удачливый»), или Мстисла́в Мстисла́вич, Мстисла́в Удало́й, в крещении, предположительно, Фёдор (до 1176 — 1228, Торческ) — князь Трепольский (1193—1203), Торопецкий (1206—1213), Новгородский (1209—1215, 1216—1218), Галицкий (1215—1216?, 1219—1226), Торчесский (1203—1207, 1226—1228). Сын Мстислава Ростиславовича Храброго, младшего из смоленских Ростиславичей. Одарённый полководец, неоднократно одерживавший победы в сражениях. Вместе с другими русскими князьями потерпел поражение в битве на Калке.

## Происхождение и старшинство
Отцом Мстислава был Мстислав Ростиславович Храбрый — историками Мстислав Мстиславич считается его старшим сыном. В таком случае объясняется, почему он имел наибольшее значение из них: его брат Владимир, некоторое время княживший в Пскове, действовал в русле политики Мстислава, княжившего в старшем по отношению к Пскову городе — Новгороде. После вокняжения Мстислава в Галиче принадлежавшее ему ранее удельное княжество Торопецкое в Смоленской земле получил Давыд, убитый в 1225 году в сражении с литовцами.
Относительно матери Мстислава существуют две версии, так как его отец был женат дважды: первым браком — на дочери Ярослава Осмомысла, и вторым браком (не позднее 1176 года) — на Феодосии, дочери Глеба Ростиславича рязанского.
По одной версии, Мстислав был сыном первой жены отца и, соответственно, внуком Ярослава Осмомысла, чем можно объяснить его успешные претензии на галицкий престол.
По другой версии, Мстислав был старшим сыном уже второй жены отца, рязанской княжны, причём Богуславский В. В. указывает, что единственным. 
Возможно, Мстислав Мстиславич родился уже после смерти отца (этим объясняется не совсем обычное для Рюриковичей XII века наречение в его честь — в то время обычно в системе именования Рюриковичей сыновьям не давали языческое имя ещё не умершего предка). Фёдор Успенский упоминает о предположении, что Мстислав был единственным сыном своего отца, с чем и было связано его положение.